# Dramolet
Dramolet (též minidrama či mikrodrama) je krátká divadelní hra, která trvá zhruba deset až dvacet minut. Typický je pro něj absurdní nebo satirický obsah, jednoduchý děj a omezený počet postav. Tím se blíží skeči, ale zpravidla nemívá tak vyhraněnou pointu. Protože inscenovat jednotlivé dramolety se nevyplatí, bývají buď čteny nebo spojovány do tematických pásem. Známými světovými autory dramoletů jsou Thomas Bernhard, Samuel Beckett nebo Daniil Charms, k českým patří Petr Pazdera Payne nebo Roman Sikora.